# BT-7
El BT-7  fue el último de la serie BT de tanques de crucero soviéticos, que fueron producidos en gran número entre 1935 y 1940. De blindaje ligero pero razonablemente bien armado para su tiempo, tenía una mayor movilidad que otros proyectos de tanques contemporáneos, llegando a alcanzar los 55 km/h. Los tanques BT eran conocidos por el apodo de Betka del acrónimo, o por su diminutivo Betushka.
El sucesor del BT-7 sería el famoso tanque medio T-34, lanzado en 1940, que iría a sustituir todos los tanques soviéticos ligeros, tanques de infantería, y tanques medios, entonces en servicio.